# 李清潭
李清潭（英語：Chin-Tarn Lee），台灣法學學者，英國華威大學法學博士。現為國立中山大學企業管理學系教授，曾任該校管理學院院長。

## 工作經歷
- 國立中山大學管理學院院長
- 國立中山大學學務長
- 國立中山大學通識教育中心特約教授
- 國立中山大學教師聯誼會會長
- 國立中山大學企業管理學系系主任
- 國立中山大學公共事務管理研究所所長
- 國立中山大學企業管理學系副教授、教授
- 國立中山大學通識教育中心特約教授
- 國立台南藝術大學音像藝術管理研究所兼任教授
- 東海大學法律學系專任副教授

## 學術榮譽
- 《中山管理評論》（TSSCI）發行人，國立中山大學管理學院
- 《香港社會科學學報》（HKJSS）編輯委員，香港城市大學當代中國研究中心
- 刑事補償事件審查委員，高雄地方法院刑事補償事件求償審查委員會
- 2009英國的 Emerald Literati Network Awards 極力推薦論文獎（the Highly Commended, Emerald Literati Network Awards for Excellence 2009, U.K.）
- 瑞士國家比較法學院訪問學人（Visiting Scholar, Swiss Institute of Comapartive Law, ISDC, Switzerland）
- 國科會甲等研究獎
- 教育部公費留學考試命題暨閱卷委員（法理學）
- 中國現代名人錄（1998年；著名法律學者）

## 代表著作
- Chin-Tarn James Lee ,(1991),"Does Law Matter in China; Amendment to Equity Joint Venture Law 1990",17 Review of Socialist Law,(NO. 3),p.279-289
- 李清潭（1997）,《誰來審判台灣？－本土法律的解構與重建》（初版:台北:桂冠圖書股份公司:1997年元月）;ISBN 957-551-959-0.
- 李清潭（1997）,《資本主義下現代契約法的變遷:法社會對於契約自由的辯論》（初版;台北;桂冠圖書股份有限公司;1997年元月）;ISBN 957-551-962-0.
- 李清潭（合寫）（1998）（與溫豐文教授等合寫）,"公寓大廈管理問題之研究",行政院發展考核委員會,（1998年出版）共245頁.ISBN 957-02-0851-1（精裝）.
- 李清潭（1999），「資本主義下現代契約法的變遷：法社會學對於契約自由的辯論」（新增版；高雄：尚書坊出版社/台北：三民書局總經銷；1999年12月）；ISBN 957-97501-0-6 (Pb).
- 李清潭（2002），「三稜鏡下的法理學：國家規範、經濟實體與社會變遷的互動」（初版；台北：翰盧圖書出版公司； 2002年二月出版；共538頁）ISBN：957-8639-73-2。
- C.T. James Lee, Gary G. Hu and C.J. Wang. Ed. (2005), ”Trends in Business Management: Challenges of Globalization (English)”, (pub. by Business Management Department, National Sun Yat-sen University, January 2005; 310 p. 21.0x29.7 cm.), ISBN 986-00-0249-5.
- 李清潭（2005）（與方至民、胡國強、張瑞當合編），《中山大學企業管理學系（2005），管理學：整合觀點與創新思維》，（方至民、李清潭、胡國強、張瑞當主編，台北：前程企業管理有限公司出版，2005年2月，2007年6月；第2版）。
- 李清潭（2006）（與方至民合編），《企業概論：建構企業核心價值》，（台北：前程企業管理有限公司出版，初版，2006年8月）。
- 李清潭（2007），（與方至民、劉常勇合編）《管理個案集：實務解析與應用》，（方至民、李清潭與劉常勇合編），（台北：前程企業管理有限公司出版，初版，2007年1月）。
- 李清潭（2007），（與羅容恆等合編）《台商的命運？華人文化與企業的研究》，（社團法人高雄市中山企業管理學術研究學會出版，初版，2007年2月；ISBN 978-957-97501-2-7；共282面）。
- Lee Chin-Tarn, Yang Szu-Chi, Lo Y. H.(2008), “Customer Satisfaction Survey and Customer Characteristic in Festival Actively: A case of Kenting 2006 Wind Chime Festival”, 2007 IJCTHR Taiwan Special Issue, International Journal of Culture, Tourism and Hospitality Research, (Emerald Group Publishing Limited, 1750-6182, DOI 10.1108/17506180710729583, U.K. ), pp. 234–249. (The Highly Commended, Emerald Literati Network Awards for Excellence 2009, U.K.)
- 李清潭（2009），（與李維良、謝定中等合編）編導影音紀錄片《走出家暴，快樂創業～創業智庫的故事》（2009，中視無線播映）
- 李清潭（2009），《活化海峽中線島嶼：資本、國家與澎湖的社會認同》，(高雄：尚書坊出版社/台北：三民書局總經銷；2009年5月；共280頁)；ISBN 978-957-97501-3-4 (Pb).
- 李清潭（2010），《1874年沈葆楨的變革管理》，(高雄：中山大學出版社；2010年11月；共117頁；西灣文庫，第二輯；II-4)；ISBN 978-986-86641-2-8 (Pb).[2]